# ヘンリー・カットナー
ヘンリー・カットナー（Henry Kuttner、1915年4月7日 - 1958年2月4日）は、アメリカ合衆国カリフォルニア州ロサンゼルス出身のSF作家。
1936年「ウィアード・テイルズ」誌にクトゥルフ神話ものの短編「墓場の鼠」でデビュー。
1940年に作家のC・L・ムーアと結婚して以来、多数の変名で小説を共著してきたことで知られている。
1958年、心臓発作で死去。

## カットナーとムーア
夫妻は1940年代から1950年代にわたって多数の小説を共著しており、それらの多くはヘンリー･カットナー＆C・L・ムーア、もしくはルイス・パジェット(Lewis Padgett)およびローレンス・オドネル(Lawrence O'Donnell)の名前で発表されている。
また、ムーアはカットナー名義で3本の小説を発表しているらしく、特に「Clash by Night」、「The Portal in the Picture（Beyond Earth's Gates）」の2作は彼女によって書かれたとされる。
カットナーとムーアを良く知るL・スプレイグ・ディ・キャンプによれば、彼らの協力は大変強かったため、作品が完成した後で、作品のどの部分をカットナーとムーアのどちらが書いたのか思い出すことができないことがしばしばあったという。同じくディ・キャンプによれば、二人の共同作業では、一人が書きかけた文節、あるいは文章の途中からであってももう一人が続けてタイプライターを打ち、まったく違和感なく文章を続けていくことができたらしい。
カットナーの作品で、もっとも人気があるのはルイス・バジェット名義で発表された「ギャロウェイ・ギャラハー」シリーズであった。このシリーズは、後に短編集「Robots Have No Tails」にまとめられた。彼の死後編纂されたペイパーバックの再版の序文でムーアは、「ギャロウェイ・ギャラハー」シリーズについては全編をカットナーがひとりで執筆していたと書いている。
1945年にジャック・ヴァンスがデビューした際には、カットナーとムーアが使用している多数の共作ペンネームの一つと誤解されていた 。
2004年に、ムーアと共同で第4回コードウェイナー・スミス再発見賞を贈られた。
2007年、ニュー・ライン・シネマはルイス・パジェット名義の短編「ボロゴーヴはミムジー」を原作とした映画「The Last Mimzy」（監督：ロバート・シェイ(Robert Shaye)）を公開した。

## カットナーが与えた影響
作家マリオン・ジマー・ブラッドリーは、カットナーから大きな影響を受けていることを公言しているひとりであり、ロジャー・ゼラズニイは、彼の作品「真世界アンバー」シリーズはカットナーのThe Dark Worldの影響を受けていると述べた。
カットナーの友人リチャード・マシスンは、彼の1954年の小説「アイ・アム・レジェンド（I am Legend）」をカットナーに捧げ、彼の援助および奨励に対する感謝を述べている。
レイ・ブラッドベリもまたカットナーに対して彼の最初の本「黒いカーニバル（Dark Carnival）」を捧げ、カットナーは最も勤勉で、最も忍耐強い先生の1人であったと述べた。

## クトゥルフ神話
カットナーはハワード・フィリップス・ラヴクラフトから影響を受けてクトゥルフ神話の作品を執筆しており、彼の神話には独自性がある。神イオド、ヴォルヴァドス、ニョグタ、ヒュドラなどを創造し、夫人C・L・ムーアの神性であるファロールを導入している。
日本では2022年に全クトゥルフ神話作品をまとめた単行本『魂を喰らうもの』が私家版として刊行された。

## 他のペンネーム
- エドワード・J・ベリン（Edward J. Bellin）
- ポール・エドモンズ（Paul Edmonds）
- ノエル・ガードナー（Noel Gardner）
- ウィル・ガーズ（Will Garth）
- ジェームズ・ホール（James Hall）
- キース・ハモンド（Keith Hammond）
- ハドソン・ヘイスティングズ（Hudson Hastings）
- ピーター・ホーン（Peter Horn）
- ケルヴィン・ケント（Kelvin Kent）
- ロバート・O・ケニヨン（Robert O. Kenyon）
- C・H・リデル（C. H. Liddell）
- ヒュー・マイペン（Hugh Maepenn）
- スコット・モーガン（Scott Morgan）
- ローレンス・オドネル（Lawrence O'Donnell）
- ルイス・パジェット（Lewis Padgett）
- ウッドロー・ウィルソン・スミス（Woodrow Wilson Smith）
- チャールズ・ストダード（Charles Stoddard）

## 作品リスト
以下、日本語訳されたもののみ挙げる。

### 長編
- 『たそがれの地球の砦』Earth's Last Citadel （アーゴシー, Apr-Jul 1943）：C・L・ムーアと共著

### クトゥルフ神話作品
- 「ねずみ狩り」／「墓地の鼠」The Graveyard Rats （ウィアード・テイルズ 1936/3）
- 「クラーリッツの秘密」 The Secret of Kralitz （ウィアード・テイルズ 1936/10）
- 「セイレムの怪異」／「セイレムの恐怖」 The Salem Horror （ウィアード・テイルズ 1937/5）
- 「暗黒の接吻」／「暗黒の口づけ」 The Black Kiss （ウィアード・テイルズ 1937/6） ：ロバート・ブロックと共著
- 「触手」／「侵入者」 The Invaders （Strange Stories1939/2）
- 「蛙」 The Frog （ウィアード・テイルズ 1939/2）
- 「ハイドラ」／ 「ヒュドラ」Hydra （ウィアード・テイルズ 1939/4）
- 「狩りたてるもの」 The Hunt （Strange Stories 1939/6）
- 「恐怖の鐘」 Bells of Horror

### アトランティスのエラーク(Elak of Atlantis)
- 「暁の雷鳴」 Thunder in the Dawn （ウィアード・テイルズ 1938/5&6）
- 「ダゴンの末裔」 Spawn of Dagon （ウィアード・テイルズ 1938/7）
- 「不死鳥の彼方」 Beyond the Phoenix （ウィアード・テイルズ 1938/10）
- 「ドラゴン・ムーン」 The Dragon Moon （ウィアード・テイルズ 1941/1）

### ギャロウェイ・ギャラハー(Galloway Gallegher)
ルイス・パジェット名義
- 「次元ロッカー」 Time Locker （アスタウンディング 1943/1）
- 「自惚れロボット」／「うぬぼれロボット」 The Proud Robot （アスタウンディング 1943/10）
- 「世界はぼくのもの」The World Is Mine （アスタウンディング, 1943/6）
- 「ギャラハー・プラス」Gallegher Plus （アスタウンディング, 1943/11）
- 「エクス・マキナ」Ex Machina （アスタウンディング, 1948/4）

### ボールディ(Baldy)
- 『ミュータント』：ルイス・パジェット名義
  - 「笛吹きの子」The Piper's Son （アスタウンディング, 1945/2 ）
  - 「三びきのめくらの鼠」Three Blind Mice （アスタウンディング, 1945/6）
  - 「獅子と一角獣」The Lion and the Unicorn （アスタウンディング, 1945/7）
  - 「ビロードを着た乞食」Beggars in Velvet （アスタウンディング, 1945/12）
  - 「ハンプティ・ダンプティ」Humpty Dumpty （アスタウンディング, 1953/9）

### ホゲベン一家(Hogben)
- 「教授退場」 Exit the Professor （スリリング・ワンダー・ストーリーズ 1947/10）
- 「トラブル・パイル」 Pile of Trouble （スリリング・ワンダー・ストーリーズ 1948/4）
- 「冷たい戦争」 Cold War （スリリング・ワンダー・ストーリーズ 1949/10）

### トニー・クエイド(Tony Quade)
- 「大作＜破滅の惑星＞撮影始末記」 Doom World （スリリング・ワンダー・ストーリーズ 1938/8）
- 「アルマッセン彗星」Almussen's Comet （スリリング・ワンダー・ストーリーズ, 1940/5） ：A・K・バーンズ名義
アーサー・K・バーンズの《ゲリー・カーライル》ものとのコラボレーション。

### サルドポリスのレイノル王子(Raynor)
- 「呪われた城市」 Cursed Be the City （Strange Stories 1939/4）
- 「暗黒の砦」 The Citadel of Darkness （Strange Stories 1939/8）

### 日本独自編集の短編集
- 『ボロゴーヴはミムジィ』 Mimsy Were the Borogoves and Other Stories （早川書房〈 ハヤカワ・SF・シリーズ〉、1973年）
  - 「大ちがい」 A Wild Surmise （Ed:Frederik Pohl Star Science Fiction Stories 1953）：ヘンリー・カットナー＆C・L・ムーア名義
  - 「今、見ちゃいけない」 Don't Look Now （スタートリング・ストーリーズ 1948/3）
  - 「幽霊ステーション」 Ghost （アスタウンディング 1943/5）
  - 「ハッピィ・エンド」 Happy Ending （スリリング・ワンダー・ストーリーズ 1948/8）
  - 「第三のドア」 Threshold （アンノウン 1940/12）
  - 「トォンキィ」 The Twonky （アスタウンディング 1942/9） ：ルイス・パジェット名義
  - 「ヘンショーの吸血鬼」 Masquerade （ウィアード・テイルズ 1942/5）
  - 「未来回路」 Line to Tomorrow （アスタウンディング 1945/11） ：ルイス・パジェット名義
  - 「ガラスの狂気」 The Cure （アスタウンディング 1946/5） ：ルイス・パジェット名義
  - 「ボロゴーヴはミムジィ」 Mimsy Were the Borogoves （アスタウンディング 1943/2） ：ルイス・パジェット名義

- 『ご先祖様はアトランティス人』 See You Later （朝日ソノラマ〈ソノラマ文庫・海外シリーズ〉、1984年）
  - 「御先祖様はアトランティス人」 See You Later （スリリング・ワンダー・ストーリーズ 1949/6）
  - 「銀河世界の大ペテン師」The Voice of the Lobster （スリリング・ワンダー・ストーリーズ 1950/2）
  - 「ジュークボックスのお告げ」 Juke-Box （スリリング・ワンダー・ストーリーズ 1947/2）
  - 「金星サバイバル」 The Iron Standard （アスタウンディング 1943/12）
  - 「地の底に棲む鬼」 A Gnome There Was （アンノウン  1941/10）

- 『世界はぼくのもの』 The World is Mine （米村秀雄編、青心社、1985年）
  - 「世界はぼくのもの」 The World Is Mine （アスタウンディング 1943/6） ：ルイス・パジェット名義
  - 「どん底より」 De Profundis（The Visitors） （Science Fiction Quarterly 1953/5）
  - 「ショウガパンしかない」Nothing But Gingerbread Left （アスタウンディング 1943/1）
  - 「小人の国」 A Gnome There Was （アンノウン 1941/10）
  - 「大いなる夜」 The Big Night （スリリング・ワンダー・ストーリーズ 1947/6）

- 『ロボットには尻尾がない 〈ギャロウェイ・ギャラガー〉シリーズ短篇集』（竹書房文庫 2021）
  - 「タイム・ロッカー」（1943）：ルイス・パジェット名義
  - 「世界はわれらのもの」（1943）：ルイス・パジェット名義
  - 「うぬぼれロボット」（1943）：ルイス・パジェット名義
  - 「Gプラス」（1943）：ルイス・パジェット名義
  - 「エクス・マキナ」（1948）：ルイス・パジェット名義
- 『魂を喰らうもの』（綺想社、2022/2、私家版・部数限定）

### その他の短編
- 「わたしは、吸血鬼」 I, The Vampire （ウィアード・テイルズ 1937/2）
- 「スクリーンの影」 The Shadow on the Screen（ウィアード・テイルズ 1938/3）
- 「まちがえられた後光」 The Misguided Halo （アンノウン 1939/8）
- 「花と怪獣」 Beauty and the Beast （スリリング・ワンダー・ストーリーズ 1940/4）
- 「著者謹呈」 Compliments of the Authou （アンノウン 1942/10） ：ルイス・パジェット名義
- 「ロボット貯金箱」 Robots Have No Tails （アスタウンディング 1942/12）
- 「住宅問題」 House Establishment（House Problem） （Charm 1944/10）
- 「親枝の折れるとき」 When the Bough Breaks （アスタウンディング 1944/11） ：ルイス・パジェット名義
- 「御入用の品あります」 What You Need （アスタウンディング 1945/10） ：ルイス・パジェット名義
- 「これが家だ」 This is the House （アスタウンディング 1946/2） ：ローレンス・オドネル名義
- 「黒い天使」 The Dark Angel （スタートリング・ストーリーズ 1946/3） ：ルイス・パジェット名義
- 「アブサロム」 Absalom （スタートリング・ストーリーズ 1946/Fall）
- 「その名は悪魔」 Call Him Demon （スリリング・ワンダー・ストーリーズ 1946/Fall）
- 「プライベート・アイ」 Private Eye （アスタウンディング 1949/1） ：ルイス・パジェット名義
- 「節日」 Year Day （Ahead of Time 1953）
- 「不老不死を買う場合」 By These Presents （Fantastic 1953/3&4）
- 「首狩り」 Home Is the Hunter （ギャラクシー 1953/7）
- 「さもないと…」 Or Else （アメージング 1953/9） ：ヘンリー・カットナー＆C・L・ムーア名義
- 「人造死刑吏」 Two-Handed Engine （F&SF 1955/8） ：ヘンリー・カットナー＆C・L・ムーア名義
- 「こんなはずでは…」 Near Miss （Ed:Judith Merril The Year's Greatest SF and F 1958）